# Nonenă
Nonenă este o alchenă superioară cu formula moleculară C9H18. Sunt posibili mulți izomeri de structură, și asta depinde de locul legăturii dublei C=C sau de locul în care se fac ramificările pe catenă. Din punct de vedere industrial, cele mai importante nonene sunt trimerii propenei. Acest amestec de nonene ramificate este utilizat la alchilarea fenolului, pentru producerea nonilfenolului. 